# Geoffrey Willans
Geoffrey Willans (4 febbraio 1911 – 6 agosto 1958) è stato uno scrittore e sceneggiatore britannico.

## Opere letterarie
- Shallow Dive (1934)
- Romantic Manner (1936)
- One Eye on the Clock (1943)
- Down with Skool! A Guide to School Life for Tiny Pupils and their Parents (1953)
- How to be Topp: A Guide to Sukcess for Tiny Pupils, Including All There is to Kno about Space (1954)
- Admiral on Horseback (1954)
- The Wit of Winston Churchill (con Charles Roetter, 1954)
- Fasten Your Lapstraps! A Guide for All Those who Wing the World in Super-comfort and Super-luxury in Super-aeroplanes (1955)
- Whizz for Atomms: A Guide to Survival in the 20th Century for Fellow Pupils, their Doting Maters, Pompous Paters and Any Others who are Interested (1956)
- Crisis Cottage (1956)
- My Uncle Harry (1957)
- The Whistling Arrow (1957)
- Peter Ustinov (1957)
- The Compleet Molesworth (1958)
- The Dog's Ear Book (1958)
- Back in the Jug Agane (1959)